# Cercle polaire
Les deux cercles polaires sont les parallèles des régions polaires au-delà desquels il existe au moins une journée où le Soleil ne se lève pas en hiver, et ne se couche pas en été. Ils font référence notamment aux deux des cercles de latitude principaux : le cercle arctique et le cercle antarctique.

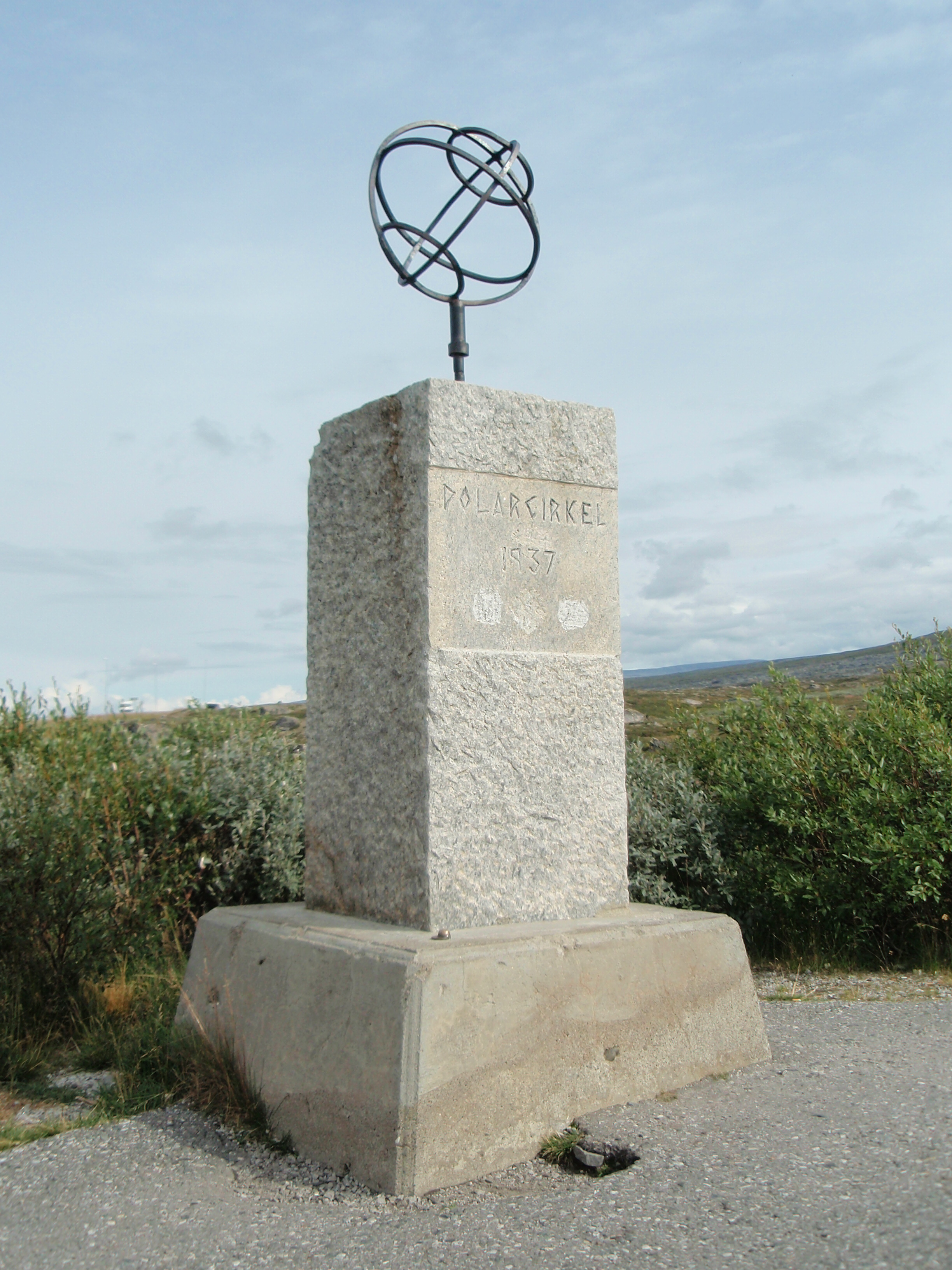
Borne indiquant le passage du cercle polaire en Norvège.

## Localisation

Les cercles polaires sont représentés par des lignes droites en projection cylindrique.

Leur distance angulaire aux pôles, nord ou sud, n'est pas fixe, puisqu'elle est égale à l'angle d'inclinaison de l'axe de rotation de la Terre par rapport à l'axe céleste (ou l'angle d'inclinaison de l'équateur par rapport à l'écliptique), qui varie au fil du temps. 
En tenant compte de la nutation en obliquité (qui peut atteindre jusqu'à 10" approximativement et qui varie sensiblement d'un jour à l'autre), leur distance angulaire aux pôles était, selon la formule de long terme de Laskar, de 23° 26' 18,249″  au 1er janvier 2025 à 00 h 00 UT (la même distance angulaire sépare les tropiques de l'équateur), valeur correspondant à l'obliquité vraie. Leur latitude (nord ou sud) était par conséquent à cette même date de 66° 33' 41,751", en tenant compte de la nutation .
Le cercle polaire antarctique délimite de façon approximative la forme du continent Antarctique.